# Juez de Arborea

Los juzgados de Cerdeña.

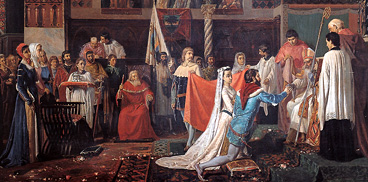
Boda de Leonor de Arborea y Brancaleone Doria.

El juez de Arborea era el soberano local de la Cerdeña occidental durante el medievo. El juzgado de Arborea fue el más duradero y continuo que existió como estado independiente en el siglo XV.

## Casa de Lacon Gunale
- Gonario I (c. 1015 – c. 1038)
- Barisono I (c. 1038 – c. 1060)
- Mariano I (c. 1060 – c. 1070)
- Orzoco I (c. 1070 – c. 1100)
- Torbeno (1100 - ?)
- Orzoco II (1100 - 1122)
  - Comita I (? - 1116)

## Casa de Lacon Serra
- Gonario II
- Constantino I (hasta 1131)
- Comita II (hasta 1146)
- Orzoco III, co-soberano
- Barisono II (1146 – 1185)
- Hugo I (1185 – 1211), en oposición a Pedro hasta 1192
- Pedro I (1185 – 1214), en oposición a Hugo hasta 1192
- Pedro II (1211 – 1241), único soberano desde 1217
- Barisono III (1214 – 1217)

## Casa de Bas Serra
- Mariano II (1241 – 1297)
  - Guillermo de Capraia (1241 – 1264)
  - Nicolao de Capraia (1264 – 1274)
  - Anselmo de Capraia (1274 – 1287)
- Juan (1297 – 1304)
- Andreotto (1304 – 1308)
- Mariano III (1308 – 1321)
- Hugo II (1321 – 1336)
- Pedro III (1336 – 1347)
- Mariano IV (1347 – 1375)
- Hugo III (1376 – 1383)

## Casa Doria Bas
- Federico (1383 – 1387)
  - Leonor (1383 – 1387), la primera vuelta como regente de su hijo
- Mariano V (1387 – 1407)
  - Leonor (1387 – 1404), la segundo vuelta como regente de su segundo hijo

## Casa de Narbona
- Guillermo III de Narbona (1407 – 1410) (de iure 1407 – 1420)
  - Brancaleone Doria de facto (1408 – 1409)

El juzgado es vendido por Guillermo de Narbona a la Corona de Aragón en 1420.

## Marqueses de Oristano
Los siguientes exponentes de la casa Cubello (descendientes de Hugo II) fueron gobernadores del juzgado y reconocidos como vasallo y marqueses de Oristano por los monarcas aragoneses.
- Leonardo Cubello (gobernador del juzgado por Guillermo III: 1407 – 1408 y 1409 – 1410, juez: 1410 – 1427), enseguida nombrado marqués de Oristano y conde del Goceano
- Antonio Cubello (1427 – 1463), marqués de Oristano y conde del Goceano
- Salvador Cubello (1463 – 1470), marqués de Oristano y conde del Goceano

Directamente cedido a la Casa de Aragón, señor de Sástago y Pina.

## Revuelta de los Arborea
- Leonardo de Alagón (1470-1478) reivindicó Arborea y se alzó en revuelta, reprimida en 1478